# Mieczysław Brahmer

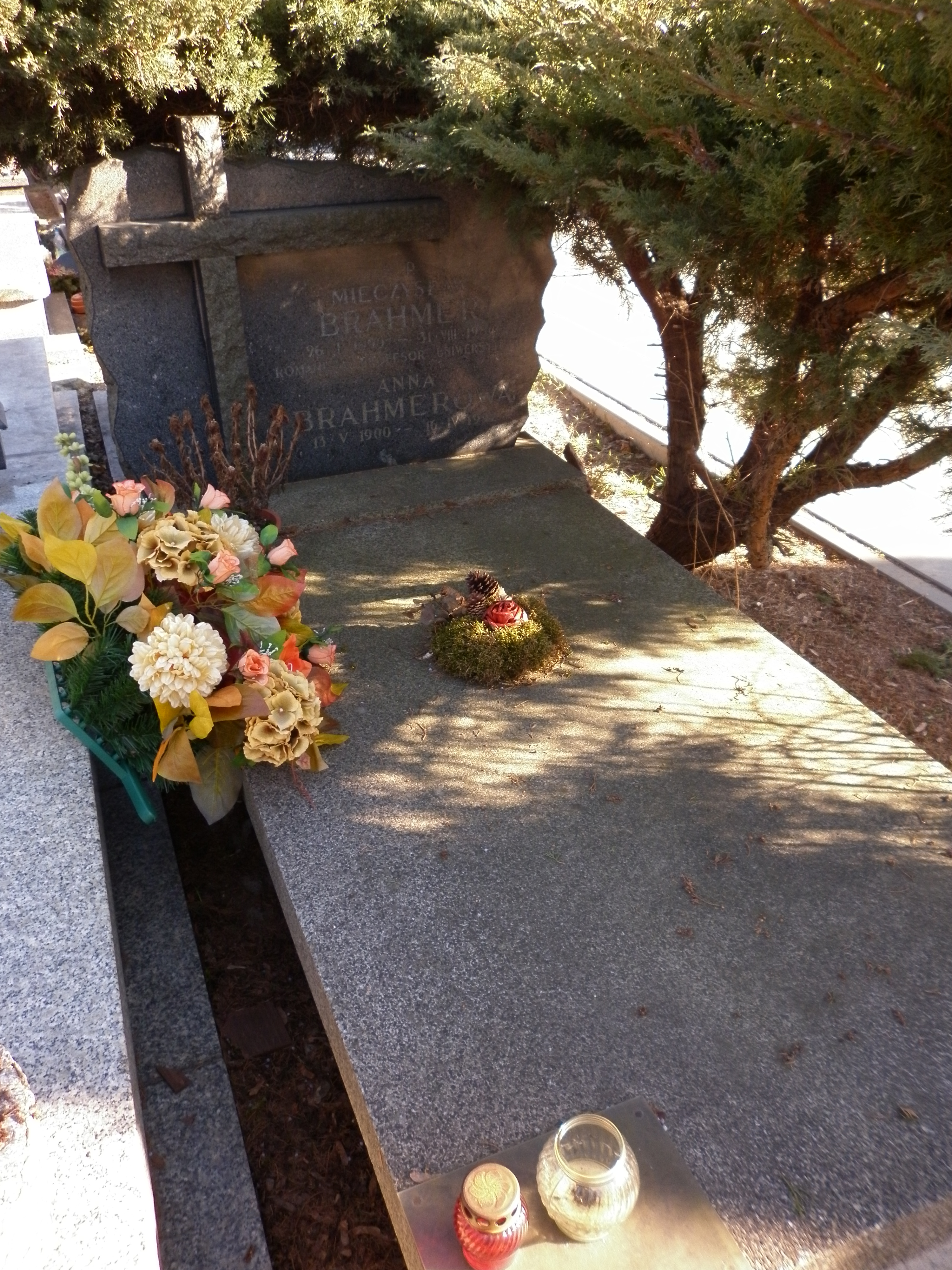
Nagrobek Mieczysława Brahmera na cmentarzu Wojskowym na Powązkach w Warszawie

Mieczysław Brahmer (ur. 26 stycznia 1899 w Krakowie, zm. 31 sierpnia 1984 w Warszawie) – polski romanista, znawca literatury włoskiej, francuskiej i polskiej oraz teatru, profesor Uniwersytetu Warszawskiego, członek rzeczywisty Polskiej Akademii Nauk.

## Życiorys
Syn Józefa i Marii z Goebestów. Studiował filologię romańską i polską na Uniwersytecie Jagiellońskim, następnie odbywał studia uzupełniające w Paryżu i we Włoszech, a w latach 30. był lektorem języka polskiego na uniwersytecie w Rzymie. W 1928 ożenił się z Anna Pasowicz.
W 1931 habilitował się na UJ, a w 1939 został profesorem literatury włoskiej na UW i, poza okresem okupacji, do końca życia związał się ze stołeczną uczelnią.
Współpracował z redakcją jednego z najważniejszych miesięczników okresu międzywojennego – „Przeglądu Współczesnego”, był jego sekretarzem redakcji i zastępcą redaktora naczelnego.
W latach 1939–1945 uczestniczył w tajnym nauczaniu szkół średnich i wyższych w Dębicy, Ropczycach i Krakowie.
Po powrocie w 1945 do Warszawy został kierownikiem Katedry Filologii Romańskiej UW, do 1949 był równocześnie profesorem filologii romańskiej UJ. Wykładał też w Państwowych Wyższych Szkołach Teatralnych w Krakowie i Warszawie.
W Towarzystwie Naukowym Warszawskim pełnił funkcję sekretarza Wydziału I i redaktora naczelnego wydawnictw. Od 1958 był członkiem korespondentem, od 1964 członkiem rzeczywistym Polskiej Akademii Nauk, a także przewodniczącym Komitetu Neofilologicznego PAN, redagował "Kwartalnik Neofilologiczny". Był także członkiem wielu zagranicznych (w tym włoskich i francuskich) towarzystw naukowych.
Wieloletni członek zarządu i rady nadzorczej Stowarzyszenia Mieszkaniowego Spółdzielczego Profesorów UW.
Był komparatystą i eseistą, twórcą portretu literackiego i autorem studiów krytycznoliterackich publikowanych przez prawie pół wieku w „Roczniku Literackim”. Interesował się literaturą renesansu i baroku.
Został odznaczony Krzyżem Kawalerskim Orderu Odrodzenia Polski (1954). 
Pochowany na cmentarzu Wojskowym na Powązkach w Warszawie (kwatera 39C-3-9).